# Mistrzostwa Europy w biegu 24-godzinnym 2010
17. Mistrzostwa Europy w biegu 24-godzinnym 2010 – zawody lekkoatletyczne, które odbyły się 13 i 14 maja 2010 w Brive, Francja.

## Medaliści
|                         | 1. miejsce                                                               | Rezultat   | 2. miejsce                                                                     | Rezultat   | 3. miejsce                                                           | Rezultat   |
| Mężczyźni indywidualnie | Ivan Cudin                                                               | 263,841 km | Vladimir Bychkov                                                               | 258,534 km | Fabien Hoblea                                                        | 256,256 km |
| Mężczyźni drużynowo     | Włochy 1. Ivan Cudin · 2. Ulrich Gross · 3. Tiziano Marchesi             | 758,932 km | Francja 1. Fabien Hoblea · 2. Stephane Collard · 3. Emmanuel Fontaine          | 751,835 km | Wielka Brytania 1. John Pares · 2. Richard Quennell · 3. Jim Rogers  | 742,777 km |
| Kobiety indywidualnie   | Anne-Cecile Fontaine                                                     | 239,797 km | Monica Casiraghi                                                               | 231,390 km | Julia Alter                                                          | 230,258 km |
| Kobiety drużynowo       | Francja 1. Anne-Cecile Fontaine · 2. Sylvie Peuch · 3. Anne-Marie Vernet | 685,800 km | Włochy 1. Monica Casiraghi · 2. Annemarie Gross · 3. Lorena Antonietta Di Vito | 658,112 km | Finlandia 1. Outi Siimes · 2. Marjukka Sinisalo · 3. Jaana Thorström | 605,143 km |

## Reprezentacja Polski

### Mężczyźni
Drużyna mężczyzn zajęła 19. miejsce z wynikiem 538,493 km
| Miejsce | Zawodnik             | Klub                 | Rezultat   |
| 54.     | August Jakubik       | TL Pogoń Ruda Śląska | 208,338 km |
| 84.     | Adam Jagieła         | KS AZS AWF Katowice  | 174,485 km |
| 97.     | Marcin Sieja         | Agros Żary           | 155,670 km |
| 109.    | Czesław Macherzyński | KKB Dystans Kraków   | 129,339 km |
| 125.    | Wojciech Pismenko    | KL Bałtyk Koszalin   | 60,378 km  |